# Arys-Türkistan Kanaly
Arys-Türkistan Kanaly är en kanal i Kazakstan.   Den ligger i oblystet Sydkazakstan, i den centrala delen av landet, 900 km söder om huvudstaden Astana.